# Jacques-Bénigne Bossuet
Jacques-Bénigne Bossuet, född 27 september 1627 i Dijon, död 12 april 1704 i Paris, var en fransk teolog, biskop och talesman för gallikanismen.
Bossuet tillhörde en burgundisk ämbetsmannafamilj. Han fick sin första utbildning av jesuiter i Dijon. Efter moderns önskan ägnade han sig därefter åt teologiska studier i Paris och prästvigdes 1652. Från 1659 arbetade som präst i Paris, Sarrebourg och Metz under några år. Han gjorde sig som sådan känd för sin vältalighet och ansågs vid sidan av Louis Bourdaloue som en av samtidens främsta talare. Han blev snabbt en flitigt anlitad talare vid furstars och andra höga personers begravningar, så kallade Oraisons funèbres, som sedan trycktes.
År 1670 utsågs han av Ludvig XIV till kronprins Ludvigs lärare. Som sådan författade han till kronprinsen sin berömda världshistoria, Discours sur l'historie universelle, och den teologiskt-politiska Politique tirée de l'Écriture sainte. År 1671 valdes han in i Franska akademien. Från 1681 var han biskop i Meaux. Som biskop hävdade Bossuet den franska kyrkans intressen mot påven, och företrädde 1682 kung Ludvig XIV i konflikten med påven Innocentius XII. Han bekämpade även flitigt protestantismen och höll hårt på en ortodox bibelsyn. Bland annat kritiserade han bibelforskaren Richard Simon, filosofen Nicolas Malebranche och drev en moralteologisk debatt med François Fénelon. Han var en uppburen predikant, känd för retorisk prakt.